# تیم ملی فوتبال چین
تیم ملی فوتبال چین (به چینی: 中国国家足球队) (به پین‌یین: Zhōngguó Guójiā Zúqiú Duì)، نمایندهٔ فوتبال کشور چین در مسابقات بین‌المللی فوتبال است و زیرنظر فدراسیون فوتبال این کشور فعالیت می‌کند.
چین سابقه و افتخارات چندانی در سطح بین‌المللی نداشته و تنها یک بار در سال ۲۰۰۲ میلادی در جام جهانی فوتبال به میزبانی مشترک ژاپن و کره‌جنوبی حاضر بوده‌است که در این تورنومنت در مرحله گروهی با سه باخت و بدون هیچ گل زده از دور مسابقات کنار رفت.شاید بتوان علت را در سبک بازی ماشینی این تیم یافت.

## بازیکنان

### تیم کنونی
بازیکنان زیر  در تاریخ ۱۳ دی ۱۴۰۲برای شرکت در جام ملت های آسیا ۲۰۲۳به تیم ملی چین دعوت شدند. در ۲۱ دسامبر ۲۰۲۳، نیکو یناریس به دلایل شخصی از ترکیب چین کنار رفت و شو شین جایگزین او شد.
| ش. | پست       | بازیکن          | ت‌ت (سن)                 | بازی | گل | باشگاه                              |
| -- | --------- | --------------- | ----------------------- | ---- | -- | ----------------------------------- |
| 1  | دروازه‌بان | یان جونلینگ     | ۲۸ ژانویهٔ ۱۹۹۱ ‏(۳۴ سال) | 53   | 0  | باشگاه فوتبال شانگهای پورت          |
| 2  | مدافع     | تایاس براونینگ  | ۳۰ مهٔ ۱۹۹۴ ‏(۳۱ سال)     | 21   | 1  | باشگاه فوتبال شانگهای پورت          |
| 3  | مدافع     | ژو چنجیه        | ۲۳ اوت ۲۰۰۰ ‏(۲۴ سال)    | 23   | 1  | باشگاه فوتبال شانگهای گرینلند شنهوآ |
| 4  | مدافع     | لی لی           | ۳۰ مهٔ ۱۹۹۲ ‏(۳۳ سال)     | 12   | 0  | باشگاه فوتبال بیجینگ گوان           |
| 5  | مدافع     | ژانگ لینپنگ     | ۹ مهٔ ۱۹۸۹ ‏(۳۶ سال)      | 101  | 6  | باشگاه فوتبال شانگهای پورت          |
| 6  | هافبک     | وانگ شانگ‌یوان   | ۲ ژوئن ۱۹۹۳ ‏(۳۲ سال)    | 12   | 1  | باشگاه فوتبال لویانگ لونگمن         |
| 7  | مهاجم     | وو لی           | ۱۹ نوامبر ۱۹۹۱ ‏(۳۳ سال) | 91   | 32 | باشگاه فوتبال شانگهای پورت          |
| 8  | هافبک     | شو شین          | ۱۹ آوریل ۱۹۹۴ ‏(۳۱ سال)  | 13   | 1  | باشگاه فوتبال شانگهای پورت          |
| 9  | مهاجم     | ژانگ یونینگ     | ۵ ژانویهٔ ۱۹۹۷ ‏(۲۸ سال)  | 25   | 5  | باشگاه فوتبال بیجینگ گوان           |
| 10 | هافبک     | شیه پنگفی       | ۲۹ ژوئن ۱۹۹۳ ‏(۳۲ سال)   | 13   | 0  | باشگاه فوتبال ووهان تری تاونز       |
| 11 | مهاجم     | تان لونگ        | ۱ آوریل ۱۹۸۸ ‏(۳۷ سال)   | 17   | 3  | باشگاه فوتبال چانگچون یاتای         |
| 12 | دروازه‌بان | جیان تائو       | ۲۲ ژوئن ۲۰۰۱ ‏(۲۴ سال)   | 0    | 0  | باشگاه فوتبال چنگدو رونچنگ          |
| 13 | مدافع     | شو هائوفنگ      | ۲۷ ژانویهٔ ۱۹۹۹ ‏(۲۶ سال) | 4    | 0  | باشگاه فوتبال شنژن                  |
| 14 | دروازه‌بان | وانگ دالی       | ۱۰ ژانویهٔ ۱۹۸۹ ‏(۳۶ سال) | 28   | 0  | باشگاه فوتبال شاندونگ تایشان        |
| 15 | هافبک     | وو شی (کاپیتان) | ۱۹ فوریهٔ ۱۹۸۹ ‏(۳۶ سال)  | 88   | 9  | باشگاه فوتبال شانگهای گرینلند شنهوآ |
| 16 | هافبک     | گائو تیان‌یی     | ۱ ژوئیهٔ ۱۹۹۸ ‏(۲۷ سال)   | 4    | 0  | باشگاه فوتبال بیجینگ گوان           |
| 17 | هافبک     | چن پو           | ۱۵ ژانویهٔ ۱۹۹۷ ‏(۲۸ سال) | 7    | 0  | باشگاه فوتبال شاندونگ تایشان        |
| 18 | هافبک     | دای وی چون      | ۲۵ ژوئیهٔ ۱۹۹۹ ‏(۲۶ سال)  | 12   | 0  | باشگاه فوتبال شانگهای گرینلند شنهوآ |
| 19 | مدافع     | لیو یانگ        | ۱۷ ژوئن ۱۹۹۵ ‏(۳۰ سال)   | 22   | 0  | باشگاه فوتبال شاندونگ تایشان        |
| 20 | مهاجم     | وی شیهائو       | ۸ آوریل ۱۹۹۵ ‏(۳۰ سال)   | 26   | 3  | باشگاه فوتبال ووهان تری تاونز       |
| 21 | هافبک     | لیو بین‌بین      | ۱۶ ژوئن ۱۹۹۳ ‏(۳۲ سال)   | 18   | 1  | باشگاه فوتبال شاندونگ تایشان        |
| 22 | مدافع     | وو شائوکونگ     | ۲۰ مارس ۲۰۰۰ ‏(۲۵ سال)   | 7    | 0  | باشگاه ورزشی گنچلربیرلیغی           |
| 23 | هافبک     | لین لیانگمینگ   | ۴ ژوئن ۱۹۹۷ ‏(۲۸ سال)    | 7    | 2  | باشگاه فوتبال دالیان پروفشنال       |
| 24 | مدافع     | جیانگ شنگلونگ   | ۲۴ دسامبر ۲۰۰۰ ‏(۲۴ سال) | 6    | 0  | باشگاه فوتبال شانگهای گرینلند شنهوآ |
| 25 | دروازه‌بان | لیو دیانزو      | ۲۵ ژوئن ۱۹۹۰ ‏(۳۵ سال)   | 4    | 0  | باشگاه فوتبال ووهان تری تاونز       |
| 26 | هافبک     | وانگ چیومینگ    | ۹ ژانویهٔ ۱۹۹۳ ‏(۳۲ سال)  | 5    | 1  | باشگاه فوتبال تیانجین تایگرز        |

### دعوت شده‌های اخیر
بازیکنان زیر در ۱۲ ماه گذشته به تیم دعوت شده‌اند.
| پست       | نام بازیکن    | تاریخ تولد (سن)          | بازی‌ | گل‌ | باشگاه                       | آخرین دعوت                               |
| --------- | ------------- | ------------------------ | ---- | -- | ---------------------------- | ---------------------------------------- |
| دروازه‌بان | Du Jia        | ۱ مهٔ ۱۹۹۳ ‏(۳۲ سال)       | ۰    | ۰  | تیانجین تدا                  | v. مالدیو, ۲۴ مارس ۲۰۱۶ PRE              |
| دروازه‌بان | وانگ دالی     | ۱۰ ژانویهٔ ۱۹۸۹ ‏(۳۶ سال)  | ۲۳   | ۰  | شاندونگ لیونگ                | v. قزاقستان, ۷ ژوئن ۲۰۱۶                 |
| دروازه‌بان | Li Zheng      | ۱۸ مارس ۱۹۹۷ ‏(۲۸ سال)    | ۰    | ۰  | Gondomar                     | اردوی تمرینات، ۲–۹ ژوئیه ۲۰۱۶            |
| دروازه‌بان | Liu Shibo     | ۲۰ مهٔ ۱۹۹۷ ‏(۲۸ سال)      | ۰    | ۰  | گوانگ‌ژو اورگراند             | اردوی تمرینات، ۲–۹ ژوئیه ۲۰۱۶            |
| دروازه‌بان | Yan Junling   | ۲۸ ژانویهٔ ۱۹۹۱ ‏(۳۴ سال)  | ۳    | ۰  | Shanghai SIPG                | اردوی تمرینات، ۳۱ ژوئیه - ۶ اوت ۲۰۱۶     |
|           |               |                          |      |    |                              |                                          |
| مدافع     | لیو جیانی     | ۱۷ ژوئن ۱۹۸۷ ‏(۳۸ سال)    | ۴۵   | ۰  | جیانگسو سونینگ               | v. مالدیو, ۸ سپتامبر ۲۰۱۶                |
| مدافع     | Ji Xiang      | ۱ مارس ۱۹۹۰ ‏(۳۵ سال)     | ۸    | ۰  | جیانگسو سونینگ               | v. قطر, ۸ اکتبر ۲۰۱۶                     |
| مدافع     | می فانگ       | ۱۴ نوامبر ۱۹۸۹ ‏(۳۵ سال)  | ۱۹   | ۱  | گوانگ‌ژو اورگراند             | v. هنگ کنگ, ۱۷ نوامبر ۲۰۱۵               |
| مدافع     | Zou Zheng     | ۷ فوریهٔ ۱۹۸۸ ‏(۳۷ سال)    | ۳    | ۰  | گوانگ‌ژو اورگراند             | v. هنگ کنگ, ۱۷ نوامبر ۲۰۱۵               |
| مدافع     | Lei Tenglong  | ۱۷ ژانویهٔ ۱۹۹۱ ‏(۳۴ سال)  | ۱    | ۰  | بیجینگ گوان                  | v. مالدیو, ۲۴ مارس ۲۰۱۶ PRE              |
| مدافع     | Shi Ke        | ۸ ژانویهٔ ۱۹۹۳ ‏(۳۲ سال)   | ۱    | ۰  | Shanghai SIPG                | v. قزاقستان, ۷ ژوئن ۲۰۱۶                 |
| مدافع     | Wang Tong     | ۱۲ فوریهٔ ۱۹۹۳ ‏(۳۲ سال)   | ۱    | ۰  | شاندونگ لیونگ                | v. قزاقستان, ۷ ژوئن ۲۰۱۶                 |
| مدافع     | ژانگ چنگدونگ  | ۹ فوریهٔ ۱۹۸۹ ‏(۳۶ سال)    | ۲۲   | ۰  | بیجینگ گوان                  | اردوی تمرینات، ۲–۹ ژوئیه ۲۰۱۶ INJ        |
| مدافع     | Wang Shenchao | ۸ فوریهٔ ۱۹۸۹ ‏(۳۶ سال)    | ۰    | ۰  | Shanghai SIPG                | اردوی تمرینات، ۲–۹ ژوئیه ۲۰۱۶            |
| مدافع     | دو وی         | ۹ فوریهٔ ۱۹۸۲ ‏(۴۳ سال)    | ۶۸   | ۴  | Hebei China Fortune          | اردوی تمرینات، ۳۱ ژوئیه - ۶ اوت ۲۰۱۶     |
| مدافع     | Li Ang        | ۱۵ سپتامبر ۱۹۹۳ ‏(۳۱ سال) | ۲    | ۰  | باشگاه فوتبال جیانگسو سونینگ | اردوی تمرینات، ۳۱ ژوئیه - ۶ اوت ۲۰۱۶     |
| مدافع     | Jin Yangyang  | ۳ فوریهٔ ۱۹۹۳ ‏(۳۲ سال)    | ۰    | ۰  | Hebei China Fortune          | اردوی تمرینات، ۳۱ ژوئیه - ۶ اوت ۲۰۱۶     |
|           |               |                          |      |    |                              |                                          |
| هافبک     | Zheng Long    | ۱۵ آوریل ۱۹۸۸ ‏(۳۷ سال)   | ۱۰   | ۴  | گوانگ‌ژو اورگراند             | v. قطر, ۸ اکتبر ۲۰۱۵                     |
| هافبک     | Wang Yongpo   | ۱۹ ژانویهٔ ۱۹۸۷ ‏(۳۸ سال)  | ۱۴   | ۷  | شاندونگ لیونگ                | v. هنگ کنگ, ۱۷ نوامبر ۲۰۱۵               |
| هافبک     | Xu Xin        | ۱۹ آوریل ۱۹۹۴ ‏(۳۱ سال)   | ۰    | ۰  | گوانگ‌ژو اورگراند             | v. مالدیو, ۲۴ مارس ۲۰۱۶ PRE              |
| هافبک     | Rong Hao      | ۷ آوریل ۱۹۸۷ ‏(۳۸ سال)    | ۴۴   | ۰  | گوانگ‌ژو اورگراند             | v. قزاقستان, ۷ ژوئن ۲۰۱۶                 |
| هافبک     | Yin Hongbo    | ۳۰ اکتبر ۱۹۸۹ ‏(۳۵ سال)   | ۰    | ۰  | Henan Jianye                 | اردوی تمرینات، ۲–۹ ژوئیه ۲۰۱۶            |
| هافبک     | یو هانچائو    | ۲۵ فوریهٔ ۱۹۸۷ ‏(۳۸ سال)   | ۴۵   | ۸  | گوانگ‌ژو اورگراند             | اردوی تمرینات، ۳۱ ژوئیه - ۶ اوت ۲۰۱۶ INJ |
| هافبک     | لیو بین‌بین    | ۱۶ ژوئن ۱۹۹۳ ‏(۳۲ سال)    | ۴    | ۰  | شاندونگ لیونگ                | اردوی تمرینات، ۳۱ ژوئیه - ۶ اوت ۲۰۱۶     |
|           |               |                          |      |    |                              |                                          |
| مهاجم     | Bi Jinhao     | ۵ ژانویهٔ ۱۹۹۱ ‏(۳۴ سال)   | ۱    | ۰  | شانگهای شنهوآ                | v. هنگ کنگ, ۱۷ نوامبر ۲۰۱۵               |
| مهاجم     | یانگ شو       | ۱۲ فوریهٔ ۱۹۸۷ ‏(۳۸ سال)   | ۴۶   | ۲۲ | شاندونگ لیونگ                | اردوی تمرینات، ۲–۹ ژوئیه ۲۰۱۶            |
| مهاجم     | Dong Xuesheng | ۲۲ مهٔ ۱۹۸۹ ‏(۳۶ سال)      | ۳    | ۰  | Hebei China Fortune          | اردوی تمرینات، ۲–۹ ژوئیه ۲۰۱۶            |

|}

### ترکیب‌های قبلی تیم
| ترکیب تیم در جام جهانی - ترکیب تیم‌های جام جهانی ۲۰۰۲ ترکیب تیم در جام ملت‌های آسیا - ۱۹۷۶ - ۱۹۸۰ - ۱۹۸۴ - ۱۹۸۸ - ۱۹۹۲ - ۱۹۹۶ - ۲۰۰۰ - ۲۰۰۴ - ۲۰۰۷ - ۲۰۱۱ - ۲۰۱۵ - ۲۰۲۳ | ترکیب تیم فوتبال مردان در المپیک - ۱۹۳۶ - ۱۹۴۸ - ۱۹۸۸ ترکیب تیم فوتبال در جام شرق آسیا - ۲۰۰۳ - ۲۰۰۵ - ۲۰۰۸ - ۲۰۱۰ - ۲۰۱۳ - ۲۰۱۵ |

## بازی‌های اخیر و آینده

### ۲۰۱۶
| ۲۴ مارس ۲۰۱۶ انتخابی جام جهانی ۲۰۱۸ | چین                                   | ۴–۰                       | مالدیو | ووهان، چین                                                        |
| ۱۹:۳۵ یوتی‌سی ۸:۰۰+                  | Jiang Ning ۳'، ۸۴'، ۹۰' · یانگ شو ۱۲' | Report (FIFA) گزارش (AFC) |        | ورزشگاه: Wuhan تماشاگران: ۳۲٬۶۱۸ داور: ()Ali Sabah Adday Al-Qaysi |

| ۲۹ مارس ۲۰۱۶ انتخابی جام جهانی ۲۰۱۸ | چین                         | ۲–۰                      | قطر | شی‌آن، چین                                                            |
| ۲۰:۱۵ یوتی‌سی ۸:۰۰+                  | Huang Bowen ۵۷' · وو لی ۸۹' | گزارش (FIFA) گزارش (AFC) |     | ورزشگاه: Shaanxi تماشاگران: ۴۶٬۷۱۸ داور: محمد امیرول ایزوان یعقوب () |

| ۳ ژوئن ۲۰۱۶ بازی دوستانه | چین                                                    | ۴–۲   | ترینیداد و توباگو | کینگهوانگداو، چین                                                |
| ۱۹:۳۵ یوتی‌سی ۸:۰۰+       | Jiang Ning ۲' · Zhang Yuning ۳۰'، ۶۵' · Hu Rentian ۸۸' | گزارش | Plaza ۶۷'، ۸۶'    | ورزشگاه: Qinhuangdao داور: Muhammad Taqi Aljaafari Bin Jahari () |

| ۷ ژوئن ۲۰۱۶ بازی دوستانه | چین | ۰–۱   | قزاقستان      | دالیان، چین                          |
| ۱۹:۳۵ یوتی‌سی ۸:۰۰+       |     | گزارش | Nurgaliev ۶۸' | ورزشگاه: Dalian داور: Chris Beath () |

| ۱ سپتامبر ۲۰۱۶ انتخابی جام جهانی ۲۰۱۸ | کرهٔ جنوبی | ۳–۲          | چین | سئول، کره جنوبی         |
|                                       |           | گزارش (FIFA) |     | ورزشگاه: جام جهانی سئول |

| ۶ سپتامبر ۲۰۱۶ انتخابی جام جهانی ۲۰۱۸ | چین | ۰-۰          | ایران | شن‌یانگ، چین                             |
|                                       |     | گزارش (FIFA) |       | ورزشگاه: Shenyang Olympic Sports Center |

| ۶ اکتبر ۲۰۱۶ انتخابی جام جهانی ۲۰۱۸ | چین | v            | سوریه | شی‌آن، چین        |
|                                     |     | گزارش (FIFA) |       | ورزشگاه: Shaanxi |

| ۱۱ اکتبر ۲۰۱۶ انتخابی جام جهانی ۲۰۱۸ | ازبکستان | v            | چین | تاشکند، ازبکستان  |
|                                      |          | گزارش (FIFA) |     | ورزشگاه: بنیادکار |

| ۱۵ نوامبر ۲۰۱۶ انتخابی جام جهانی ۲۰۱۸ | چین | v            | قطر | کون‌مینگ، چین             |
|                                       |     | گزارش (FIFA) |     | ورزشگاه: Tuodong Stadium |

### ۲۰۱۷
| ۲۳ مارس ۲۰۱۷ انتخابی جام جهانی ۲۰۱۸ | چین | v            | کرهٔ جنوبی | کون‌مینگ، چین             |
|                                     |     | گزارش (FIFA) |           | ورزشگاه: Tuodong Stadium |

| ۲۸ مارس ۲۰۱۷ انتخابی جام جهانی ۲۰۱۸ | ایران | v            | چین | تهران، ایران   |
|                                     |       | گزارش (FIFA) |     | ورزشگاه: آزادی |

| ۸ ژوئن ۲۰۱۷ بازی دوستانه | چین | v | بولیوی | دوحه، قطر                 |
|                          |     |   |        | ورزشگاه: عبدالله بن خلیفه |

| ۳۱ ژوئن ۲۰۱۷ انتخابی جام جهانی ۲۰۱۸ | سوریه | v            | چین | بیروت، لبنان        |
|                                     |       | گزارش (FIFA) |     | ورزشگاه: کمیل شمعون |

| ۳۱ اوت ۲۰۱۷ انتخابی جام جهانی ۲۰۱۸ | چین | v            | ازبکستان | کون‌مینگ، چین             |
|                                    |     | گزارش (FIFA) |          | ورزشگاه: Tuodong Stadium |

| ۵ سپتامبر ۲۰۱۷ انتخابی جام جهانی ۲۰۱۸ | قطر | v            | چین | دوحه، قطر            |
|                                       |     | گزارش (FIFA) |     | ورزشگاه: جاسم بن حمد |

## نتایج رقابت ها

### نتایج کلی
| ملیت                | اولین بازی | P  | W  | D  | L  | GF | GA | GD  | کنفدراسیون                  |
| ------------------- | ---------- | -- | -- | -- | -- | -- | -- | --- | --------------------------- |
| افغانستان           | ۱۹۸۴       | ۱  | ۱  | ۰  | ۰  | ۶  | ۰  | +۶  | کنفدراسیون فوتبال آسیا      |
| آلبانی              | ۱۹۷۳       | ۱  | ۰  | ۱  | ۰  | ۱  | ۱  | ۰   | یوفا                        |
| الجزایر             | ۲۰۰۴       | ۱  | ۱  | ۰  | ۰  | ۱  | ۰  | +۱  | کنفدراسیون فوتبال آفریقا    |
| آندورا              | ۲۰۰۴       | ۱  | ۰  | ۱  | ۰  | ۰  | ۰  | ۰   | یوفا                        |
| آرژانتین            | ۱۹۸۴       | ۱  | ۱  | ۰  | ۰  | ۱  | ۰  | +۱  | کونمبول                     |
| استرالیا            | ۱۹۸۳       | ۹  | ۴  | ۱  | ۴  | ۱۰ | ۱۵ | −۵  | کنفدراسیون فوتبال آسیا      |
| بحرین               | ۱۹۸۶       | ۶  | ۳  | ۳  | ۰  | ۱۴ | ۸  | +۶  | کنفدراسیون فوتبال آسیا      |
| بنگلادش             | ۱۹۸۰       | ۵  | ۵  | ۰  | ۰  | ۱۵ | ۰  | +۱۵ | کنفدراسیون فوتبال آسیا      |
| بوتان               | ۲۰۱۵       | ۲  | ۲  | ۰  | ۰  | ۱۸ | ۰  | +۱۸ | کنفدراسیون فوتبال آسیا      |
| بوسنی و هرزگوین     | ۱۹۹۷       | ۱  | ۱  | ۰  | ۰  | ۳  | ۰  | +۳  | یوفا                        |
| بوتسوانا            | ۲۰۰۹       | ۱  | ۱  | ۰  | ۰  | ۴  | ۱  | +۳  | کنفدراسیون فوتبال آفریقا    |
| برزیل               | ۲۰۰۲       | ۳  | ۰  | ۱  | ۲  | ۰  | ۱۲ | −۱۲ | کونمبول                     |
| برونئی              | ۱۹۷۵       | ۳  | ۳  | ۰  | ۰  | ۲۲ | ۱  | +۲۱ | کنفدراسیون فوتبال آسیا      |
| کامبوج              | ۱۹۶۳       | ۶  | ۶  | ۰  | ۰  | ۲۴ | ۳  | +۲۱ | کنفدراسیون فوتبال آسیا      |
| کانادا              | ۱۹۸۴       | ۳  | ۲  | ۰  | ۱  | ۸  | ۷  | +۱  | کونکاکاف                    |
| شیلی                | ۲۰۰۳       | ۱  | ۰  | ۱  | ۰  | ۰  | ۰  | ۰   | کونمبول                     |
| کلمبیا              | ۱۹۹۵       | ۱  | ۱  | ۰  | ۰  | ۲  | ۱  | +۱  | کونمبول                     |
| Congo DR            | ۱۹۷۷       | ۱  | ۱  | ۰  | ۰  | ۳  | ۲  | +۱  | کنفدراسیون فوتبال آفریقا    |
| کاستاریکا           | ۲۰۰۲       | ۵  | ۱  | ۲  | ۲  | ۶  | ۸  | −۲  | کونکاکاف                    |
| کوبا                | ۱۹۷۱       | ۱  | ۱  | ۰  | ۰  | ۱  | ۰  | +۱  | کونکاکاف                    |
| مصر                 | ۱۹۶۳       | ۲  | ۰  | ۱  | ۱  | ۰  | ۲  | −۲  | کنفدراسیون فوتبال آفریقا    |
| السالوادور          | ۲۰۰۸       | ۱  | ۰  | ۱  | ۰  | ۲  | ۲  | ۰   | کونکاکاف                    |
| انگلستان            | ۱۹۳۶       | ۲  | ۰  | ۰  | ۲  | ۰  | ۵  | −۵  | یوفا                        |
| استونی              | ۲۰۰۳       | ۲  | ۲  | ۰  | ۰  | ۴  | ۰  | +۴  | یوفا                        |
| فیجی                | ۱۹۷۵       | ۱  | ۱  | ۰  | ۰  | ۴  | ۱  | +۳  | کنفدراسیون فوتبال اقیانوسیه |
| فنلاند              | ۱۹۵۲       | ۴  | ۰  | ۰  | ۴  | ۶  | ۷  | −۱  | یوفا                        |
| فرانسه              | ۲۰۰۶       | ۲  | ۱  | ۰  | ۱  | ۲  | ۳  | −۱  | یوفا                        |
| آلمان               | ۲۰۰۵       | ۲  | ۰  | ۱  | ۱  | ۱  | ۲  | −۱  | یوفا                        |
| غنا                 | ۲۰۱۲       | ۱  | ۰  | ۱  | ۰  | ۱  | ۱  | ۰   | کنفدراسیون فوتبال آفریقا    |
| گوآم                | ۲۰۰۰       | ۱  | ۱  | ۰  | ۰  | ۱۹ | ۰  | +۱۹ | کنفدراسیون فوتبال آسیا      |
| گینه                | ۱۹۶۵       | ۳  | ۲  | ۱  | ۰  | ۸  | ۳  | +۵  | کنفدراسیون فوتبال آفریقا    |
| هائیتی              | ۲۰۰۳       | ۲  | ۰  | ۱  | ۱  | ۵  | ۶  | −۱  | کونکاکاف                    |
| هندوراس             | ۲۰۰۶       | ۳  | ۱  | ۱  | ۱  | ۳  | ۱  | +۲  | کونکاکاف                    |
| هنگ کنگ             | ۱۹۷۵       | ۱۹ | ۱۱ | ۶  | ۲  | ۳۲ | ۶  | +۲۶ | کنفدراسیون فوتبال آسیا      |
| مجارستان            | ۲۰۰۴       | ۱  | ۱  | ۰  | ۰  | ۲  | ۱  | +۱  | یوفا                        |
| هند                 | ۱۹۵۶       | ۱۱ | ۷  | ۴  | ۰  | ۱۷ | ۵  | +۱۲ | کنفدراسیون فوتبال آسیا      |
| اندونزی             | ۱۹۳۴       | ۱۴ | ۱۱ | ۲  | ۱  | ۳۴ | ۸  | +۲۶ | کنفدراسیون فوتبال آسیا      |
| ایران               | ۱۹۷۶       | ۲۰ | ۴  | ۵  | ۱۱ | ۱۸ | ۳۵ | −۱۷ | کنفدراسیون فوتبال آسیا      |
| عراق                | ۱۹۷۶       | ۱۶ | ۶  | ۲  | ۸  | ۱۷ | ۱۸ | −۱  | کنفدراسیون فوتبال آسیا      |
| ایتالیا             | ۱۹۸۶       | ۱  | ۰  | ۰  | ۱  | ۰  | ۲  | −۲  | یوفا                        |
| جامائیکا            | ۱۹۷۷       | ۳  | ۳  | ۰  | ۰  | ۵  | ۰  | +۵  | کونکاکاف                    |
| ژاپن                | ۱۹۲۵       | ۲۵ | ۹  | ۸  | ۹  | ۳۸ | ۳۵ | +۳  | کنفدراسیون فوتبال آسیا      |
| اردن                | ۱۹۸۴       | ۱۱ | ۶  | ۴  | ۱  | ۲۴ | ۸  | +۱۶ | کنفدراسیون فوتبال آسیا      |
| قزاقستان            | ۱۹۹۷       | ۲  | ۲  | ۰  | ۰  | ۵  | ۱  | +۴  | یوفا                        |
| کنیا                | ۱۹۸۴       | ۱  | ۰  | ۰  | ۱  | ۰  | ۱  | −۱  | کنفدراسیون فوتبال آفریقا    |
| کرهٔ شمالی           | ۱۹۵۹       | ۲۰ | ۱۱ | ۴  | ۵  | ۲۸ | ۱۶ | +۱۲ | کنفدراسیون فوتبال آسیا      |
| کره جنوبی           | ۱۹۷۸       | ۲۸ | ۱  | ۱۰ | ۱۷ | ۱۸ | ۳۸ | −۲۰ | کنفدراسیون فوتبال آسیا      |
| کویت                | ۱۹۷۵       | ۱۸ | ۸  | ۵  | ۵  | ۲۴ | ۱۶ | +۸  | کنفدراسیون فوتبال آسیا      |
| قرقیزستان           | ۲۰۰۹       | ۱  | ۱  | ۰  | ۰  | ۳  | ۰  | +۳  | کنفدراسیون فوتبال آسیا      |
| لائوس               | ۲۰۱۱       | ۲  | ۲  | ۰  | ۰  | ۱۳ | ۳  | +۱۰ | کنفدراسیون فوتبال آسیا      |
| لتونی               | ۲۰۱۰       | ۱  | ۱  | ۰  | ۰  | ۱  | ۰  | +۱  | یوفا                        |
| لبنان               | ۱۹۹۸       | ۵  | ۴  | ۱  | ۰  | ۱۳ | ۱  | +۱۲ | کنفدراسیون فوتبال آسیا      |
| ماکائو              | ۱۹۷۸       | ۵  | ۵  | ۰  | ۰  | ۲۲ | ۲  | +۲۰ | کنفدراسیون فوتبال آسیا      |
| مقدونیه شمالی       | ۲۰۰۴       | ۵  | ۳  | ۲  | ۰  | ۴  | ۰  | +۴  | یوفا                        |
| مالزی               | ۱۹۷۶       | ۱۳ | ۱۰ | ۲  | ۱  | ۳۴ | ۶  | +۲۸ | کنفدراسیون فوتبال آسیا      |
| مالدیو              | ۲۰۰۱       | ۳  | ۳  | ۰  | ۰  | ۱۴ | ۱  | +۱۳ | کنفدراسیون فوتبال آسیا      |
| مالی                | ۱۹۶۶       | ۲  | ۱  | ۰  | ۱  | ۵  | ۳  | +۲  | کنفدراسیون فوتبال آفریقا    |
| مکزیک               | ۱۹۸۷       | ۳  | ۰  | ۰  | ۳  | ۲  | ۷  | −۵  | کونکاکاف                    |
| مراکش               | ۱۹۷۷       | ۲  | ۱  | ۱  | ۰  | ۶  | ۵  | +۱  | کنفدراسیون فوتبال آفریقا    |
| میانمار             | ۱۹۵۷       | ۸  | ۶  | ۰  | ۲  | ۲۷ | ۴  | +۲۳ | کنفدراسیون فوتبال آسیا      |
| نپال                | ۱۹۷۲       | ۱  | ۱  | ۰  | ۰  | ۶  | ۲  | +۴  | کنفدراسیون فوتبال آسیا      |
| هلند                | ۱۹۹۶       | ۲  | ۰  | ۰  | ۲  | ۰  | ۴  | −۴  | یوفا                        |
| نیوزیلند            | ۱۹۷۵       | ۱۴ | ۳  | ۵  | ۶  | ۱۳ | ۱۵ | −۲  | کنفدراسیون فوتبال اقیانوسیه |
| نروژ                | ۱۹۹۲       | ۱  | ۱  | ۰  | ۰  | ۲  | ۱  | +۱  | یوفا                        |
| عمان                | ۱۹۹۸       | ۵  | ۳  | ۰  | ۲  | ۱۰ | ۵  | +۵  | کنفدراسیون فوتبال آسیا      |
| پاکستان             | ۱۹۶۳       | ۸  | ۵  | ۲  | ۱  | ۲۳ | ۸  | +۱۵ | کنفدراسیون فوتبال آسیا      |
| فلسطین              | ۲۰۰۶       | ۴  | ۳  | ۱  | ۰  | ۷  | ۱  | +۶  | کنفدراسیون فوتبال آسیا      |
| پاپوآ گینهٔ نو       | ۱۹۸۵       | ۲  | ۱  | ۱  | ۰  | ۵  | ۲  | +۳  | کنفدراسیون فوتبال اقیانوسیه |
| پاراگوئه            | ۱۹۹۶       | ۳  | ۱  | ۱  | ۱  | ۳  | ۴  | −۱  | کونمبول                     |
| پرو                 | ۱۹۷۸       | ۲  | ۱  | ۰  | ۱  | ۴  | ۳  | +۱  | کونمبول                     |
| فیلیپین             | ۱۹۱۳       | ۷  | ۷  | ۰  | ۱  | ۳۴ | ۴  | +۳۰ | کنفدراسیون فوتبال آسیا      |
| لهستان              | ۱۹۸۴       | ۲  | ۰  | ۰  | ۲  | ۰  | ۲  | −۲  | یوفا                        |
| پرتغال              | ۲۰۰۲       | ۱  | ۰  | ۰  | ۱  | ۰  | ۲  | −۲  | یوفا                        |
| قطر                 | ۱۹۷۸       | ۱۵ | ۶  | ۴  | ۵  | ۱۹ | ۱۴ | +۵  | کنفدراسیون فوتبال آسیا      |
| جمهوری ایرلند       | ۱۹۸۴       | ۲  | ۰  | ۰  | ۲  | ۰  | ۲  | −۲  | یوفا                        |
| رومانی              | ۱۹۸۴       | ۲  | ۰  | ۰  | ۲  | ۲  | ۵  | −۳  | یوفا                        |
| روسیه               | ۱۹۵۹       | ۱  | ۰  | ۰  | ۱  | ۰  | ۱  | −۱  | یوفا                        |
| عربستان سعودی       | ۱۹۷۸       | ۱۸ | ۷  | ۴  | ۷  | ۲۱ | ۲۲ | −۱  | کنفدراسیون فوتبال آسیا      |
| سنگال               | ۱۹۷۲       | ۲  | ۱  | ۱  | ۰  | ۵  | ۲  | +۳  | کنفدراسیون فوتبال آفریقا    |
| صربستان             | ۲۰۰۰       | ۳  | ۰  | ۰  | ۳  | ۰  | ۵  | −۵  | یوفا                        |
| سیرالئون            | ۱۹۷۴       | ۱  | ۱  | ۰  | ۰  | ۴  | ۱  | +۳  | کنفدراسیون فوتبال آفریقا    |
| سنگاپور             | ۱۹۸۴       | ۱۲ | ۱۰ | ۲  | ۰  | ۳۰ | ۶  | +۲۴ | کنفدراسیون فوتبال آسیا      |
| اسلوونی             | ۲۰۰۲       | ۱  | ۰  | ۱  | ۰  | ۰  | ۰  | ۰   | یوفا                        |
| سومالی              | ۱۹۷۲       | ۲  | ۲  | ۰  | ۰  | ۱۰ | ۵  | +۵  | کنفدراسیون فوتبال آفریقا    |
| اسپانیا             | ۲۰۰۵       | ۲  | ۰  | ۰  | ۲  | ۰  | ۴  | −۴  | یوفا                        |
| سری‌لانکا            | ۱۹۷۲       | ۲  | ۲  | ۰  | ۰  | ۴  | ۲  | +۲  | کنفدراسیون فوتبال آسیا      |
| سودان               | ۱۹۵۷       | ۱  | ۱  | ۰  | ۰  | ۴  | ۱  | +۳  | کنفدراسیون فوتبال آفریقا    |
| سوئد                | ۲۰۰۱       | ۳  | ۰  | ۱  | ۲  | ۲  | ۶  | −۴  | یوفا                        |
| سوئیس               | ۲۰۰۶       | ۱  | ۰  | ۰  | ۱  | ۱  | ۴  | −۳  | یوفا                        |
| سوریه               | ۱۹۶۶       | ۹  | ۶  | ۱  | ۲  | ۲۱ | ۷  | +۱۴ | کنفدراسیون فوتبال آسیا      |
| تاجیکستان           | ۱۹۹۷       | ۴  | ۳  | ۱  | ۰  | ۸  | ۱  | +۷  | کنفدراسیون فوتبال آسیا      |
| تانزانیا            | ۱۹۶۶       | ۳  | ۲  | ۱  | ۰  | ۱۵ | ۸  | +۷  | کنفدراسیون فوتبال آفریقا    |
| تایلند              | ۱۹۷۵       | ۱۹ | ۱۳ | ۳  | ۳  | ۵۰ | ۱۷ | +۳۳ | کنفدراسیون فوتبال آسیا      |
| ترینیداد و توباگو   | ۲۰۰۱       | ۱  | ۱  | ۰  | ۰  | ۳  | ۰  | +۳  | کونکاکاف                    |
| تونس                | ۲۰۱۵       | ۱  | ۰  | ۱  | ۰  | ۱  | ۱  | ۰   | کنفدراسیون فوتبال آفریقا    |
| ترکیه               | ۱۹۴۸       | ۲  | ۰  | ۰  | ۲  | ۰  | ۷  | −۷  | یوفا                        |
| ترکمنستان           | ۱۹۹۴       | ۴  | ۳  | ۱  | ۰  | ۱۰ | ۳  | +۷  | کنفدراسیون فوتبال آسیا      |
| امارات متحدهٔ عربی   | ۱۹۸۴       | ۱۱ | ۴  | ۵  | ۲  | ۱۶ | ۸  | +۸  | کنفدراسیون فوتبال آسیا      |
| ایالات متحده آمریکا | ۱۹۷۷       | ۸  | ۱  | ۲  | ۵  | ۷  | ۱۷ | −۱۰ | کونکاکاف                    |
| اروگوئه             | ۱۹۸۲       | ۶  | ۱  | ۲  | ۳  | ۲  | ۹  | −۷  | کونمبول                     |
| ازبکستان            | ۱۹۹۴       | ۱۰ | ۴  | ۱  | ۵  | ۱۳ | ۱۶ | −۳  | کنفدراسیون فوتبال آسیا      |
| ونزوئلا             | ۱۹۷۸       | ۱  | ۱  | ۰  | ۰  | ۱  | ۰  | +۱  | کونمبول                     |
| ویتنام              | ۱۹۹۷       | ۶  | ۶  | ۰  | ۰  | ۲۰ | ۳  | +۱۷ | کنفدراسیون فوتبال آسیا      |
| یمن                 | ۱۹۸۸       | ۴  | ۲  | ۱  | ۱  | ۵  | ۱  | +۴  | کنفدراسیون فوتبال آسیا      |
| زامبیا              | ۱۹۷۲       | ۱  | ۰  | ۱  | ۰  | ۳  | ۳  | ۰   | کنفدراسیون فوتبال آفریقا    |
| زیمبابوه            | ۱۹۹۷       | ۱  | ۱  | ۰  | ۰  | ۳  | ۱  | +۲  | کنفدراسیون فوتبال آفریقا    |

## تاریخچه نتایج

### جام جهانی فوتبال
| جام جهانی فوتبال | جام جهانی فوتبال | جام جهانی فوتبال | جام جهانی فوتبال | جام جهانی فوتبال | جام جهانی فوتبال | جام جهانی فوتبال | جام جهانی فوتبال | جام جهانی فوتبال |
| سال              | مرحله            | مقام             | Pld              | W                | D                | L                | GF               | GA               |
| ---------------- | ---------------- | ---------------- | ---------------- | ---------------- | ---------------- | ---------------- | ---------------- | ---------------- |
| ۱۹۳۰             | راه نیافت        | راه نیافت        | راه نیافت        | راه نیافت        | راه نیافت        | راه نیافت        | راه نیافت        | راه نیافت        |
| ۱۹۳۴             | راه نیافت        | راه نیافت        | راه نیافت        | راه نیافت        | راه نیافت        | راه نیافت        | راه نیافت        | راه نیافت        |
| ۱۹۳۸             | راه نیافت        | راه نیافت        | راه نیافت        | راه نیافت        | راه نیافت        | راه نیافت        | راه نیافت        | راه نیافت        |
| ۱۹۵۰             | راه نیافت        | راه نیافت        | راه نیافت        | راه نیافت        | راه نیافت        | راه نیافت        | راه نیافت        | راه نیافت        |
| ۱۹۵۴             | راه نیافت        | راه نیافت        | راه نیافت        | راه نیافت        | راه نیافت        | راه نیافت        | راه نیافت        | راه نیافت        |
| ۱۹۵۸             | انتخاب نشد       | انتخاب نشد       | انتخاب نشد       | انتخاب نشد       | انتخاب نشد       | انتخاب نشد       | انتخاب نشد       | انتخاب نشد       |
| ۱۹۶۲             | راه نیافت        | راه نیافت        | راه نیافت        | راه نیافت        | راه نیافت        | راه نیافت        | راه نیافت        | راه نیافت        |
| ۱۹۶۶             | راه نیافت        | راه نیافت        | راه نیافت        | راه نیافت        | راه نیافت        | راه نیافت        | راه نیافت        | راه نیافت        |
| ۱۹۷۰             | راه نیافت        | راه نیافت        | راه نیافت        | راه نیافت        | راه نیافت        | راه نیافت        | راه نیافت        | راه نیافت        |
| ۱۹۷۴             | راه نیافت        | راه نیافت        | راه نیافت        | راه نیافت        | راه نیافت        | راه نیافت        | راه نیافت        | راه نیافت        |
| ۱۹۷۸             | راه نیافت        | راه نیافت        | راه نیافت        | راه نیافت        | راه نیافت        | راه نیافت        | راه نیافت        | راه نیافت        |
| ۱۹۸۲             | انتخاب نشد       | انتخاب نشد       | انتخاب نشد       | انتخاب نشد       | انتخاب نشد       | انتخاب نشد       | انتخاب نشد       | انتخاب نشد       |
| ۱۹۸۶             | انتخاب نشد       | انتخاب نشد       | انتخاب نشد       | انتخاب نشد       | انتخاب نشد       | انتخاب نشد       | انتخاب نشد       | انتخاب نشد       |
| ۱۹۹۰             | انتخاب نشد       | انتخاب نشد       | انتخاب نشد       | انتخاب نشد       | انتخاب نشد       | انتخاب نشد       | انتخاب نشد       | انتخاب نشد       |
| ۱۹۹۴             | انتخاب نشد       | انتخاب نشد       | انتخاب نشد       | انتخاب نشد       | انتخاب نشد       | انتخاب نشد       | انتخاب نشد       | انتخاب نشد       |
| ۱۹۹۸             | انتخاب نشد       | انتخاب نشد       | انتخاب نشد       | انتخاب نشد       | انتخاب نشد       | انتخاب نشد       | انتخاب نشد       | انتخاب نشد       |
| ۲۰۰۲             | مرحله گروهی      | ۳۱ام             | ۳                | ۰                | ۰                | ۳                | ۰                | ۹                |
| ۲۰۰۶             | انتخاب نشد       | انتخاب نشد       | انتخاب نشد       | انتخاب نشد       | انتخاب نشد       | انتخاب نشد       | انتخاب نشد       | انتخاب نشد       |
| ۲۰۱۰             | انتخاب نشد       | انتخاب نشد       | انتخاب نشد       | انتخاب نشد       | انتخاب نشد       | انتخاب نشد       | انتخاب نشد       | انتخاب نشد       |
| ۲۰۱۴             | انتخاب نشد       | انتخاب نشد       | انتخاب نشد       | انتخاب نشد       | انتخاب نشد       | انتخاب نشد       | انتخاب نشد       | انتخاب نشد       |
| ۲۰۱۸             | مشخص نشده        | مشخص نشده        | مشخص نشده        | مشخص نشده        | مشخص نشده        | مشخص نشده        | مشخص نشده        | مشخص نشده        |
| ۲۰۲۲             | مشخص نشده        | مشخص نشده        | مشخص نشده        | مشخص نشده        | مشخص نشده        | مشخص نشده        | مشخص نشده        | مشخص نشده        |
| جمع              | مرحله گروهی      | ۱/۲۰             | ۳                | ۰                | ۰                | ۳                | ۰                | ۹                |

### جام ملت‌های آسیا
| جام ملت‌های آسیا | جام ملت‌های آسیا | جام ملت‌های آسیا | جام ملت‌های آسیا | جام ملت‌های آسیا | جام ملت‌های آسیا | جام ملت‌های آسیا | جام ملت‌های آسیا | جام ملت‌های آسیا |
| سال             | مرحله           | مقام            | P               | W               | D               | L               | F               | A               |
| --------------- | --------------- | --------------- | --------------- | --------------- | --------------- | --------------- | --------------- | --------------- |
| ۱۹۵۶ تا ۱۹۷۲    | راه نیافت       | راه نیافت       | راه نیافت       | راه نیافت       | راه نیافت       | راه نیافت       | راه نیافت       | راه نیافت       |
| ۱۹۷۶            | مقام سوم        | ۳ام             | ۴               | ۱               | ۱               | ۲               | ۲               | ۴               |
| ۱۹۸۰            | مرحله گروهی     | ۷ام             | ۴               | ۱               | ۱               | ۲               | ۹               | ۵               |
| ۱۹۸۴            | مقام دوم        | ۲ام             | ۶               | ۴               | ۰               | ۲               | ۱۱              | ۴               |
| ۱۹۸۸            | مقام چهارم      | ۴ام             | ۶               | ۲               | ۲               | ۲               | ۷               | ۵               |
| ۱۹۹۲            | مقام سوم        | ۳ام             | ۵               | ۱               | ۳               | ۱               | ۶               | ۶               |
| ۱۹۹۶            | یک چهارم نهایی  | ۸ام             | ۴               | ۱               | ۰               | ۳               | ۶               | ۷               |
| ۲۰۰۰            | مقام چهارم      | ۴ام             | ۶               | ۲               | ۲               | ۲               | ۱۱              | ۷               |
| ۲۰۰۴            | مقام دوم        | ۲ام             | ۶               | ۳               | ۲               | ۱               | ۱۳              | ۶               |
| ۲۰۰۷            | مرحله گروهی     | ۹ام             | ۳               | ۱               | ۱               | ۱               | ۷               | ۶               |
| ۲۰۱۱            | مرحله گروهی     | ۹ام             | ۳               | ۱               | ۱               | ۱               | ۴               | ۴               |
| ۲۰۱۵            | یک چهارم نهایی  | ۷ام             | ۴               | ۳               | ۰               | ۱               | ۵               | ۴               |
| ۲۰۱۹            | واجد شرایط      | -               | -               | -               | -               | -               | -               | -               |
| جمع             | ۱۲/۱۶           | ۰ عنوان         | ۵۱              | ۲۰              | ۱۳              | ۱۸              | ۸۱              | ۵۸              |

### فوتبال در بازی‌های المپیک تابستانی
| سال          | نتیجه                       | Pos | P | W | D | L | F | A  |
| ------------ | --------------------------- | --- | - | - | - | - | - | -- |
| ۱۹۰۰ تا ۱۹۲۸ | راه نیافت                   | -   | - | - | - | - | - | -  |
| ۱۹۳۶         | دور اول                     | ۱۲  | ۱ | ۰ | ۰ | ۱ | ۰ | ۲  |
| ۱۹۴۸         | دور اول                     | ۱۴  | ۱ | ۰ | ۰ | ۱ | ۰ | ۴  |
| ۱۹۵۲ تا ۱۹۵۶ | پس از مقدماتی کناره‌گیری کرد | -   | ۰ | ۰ | ۰ | ۰ | ۰ | ۰  |
| ۱۹۶۰ تا ۱۹۷۶ | راه نیافت                   | -   | - | - | - | - | - | -  |
| ۱۹۸۰ تا ۱۹۸۴ | راه نیافت                   | -   | - | - | - | - | - | -  |
| ۱۹۸۸         | دور اول                     | ۱۴  | ۳ | ۰ | ۱ | ۲ | ۰ | ۵  |
| جمع*         | ۴/۲۵                        | -   | ۸ | ۰ | ۲ | ۶ | ۱ | ۱۷ |

* شامل سال ۱۹۸۸ به بعد
از ۱۹۹۲ تا ۲۰۱۲، نگاه کنید به تیم ملی فوتبال زیر ۲۳ سال چین

### فوتبال در بازی‌های آسیایی
| سال          | نتیجه          | Pos | P  | W  | D | L  | F   | A  |
| ------------ | -------------- | --- | -- | -- | - | -- | --- | -- |
| ۱۹۵۱ تا ۱۹۷۰ | راه نیافت      | -   | -  | -  | - | -  | -   | -  |
| ۱۹۷۴         | دور اول        | ۱۰  | ۳  | ۱  | ۰ | ۲  | ۷   | ۴  |
| ۱۹۷۸         | مکان سوم       | ۳   | ۷  | ۵  | ۰ | ۲  | ۱۶  | ۵  |
| ۱۹۸۲         | یک چهارم نهایی | ۷   | ۴  | ۲  | ۱ | ۱  | ۴   | ۳  |
| ۱۹۸۶         | یک چهارم نهایی | ۸   | ۴  | ۲  | ۱ | ۱  | ۱۰  | ۷  |
| ۱۹۹۰         | یک چهارم نهایی | ۶   | ۴  | ۲  | ۰ | ۲  | ۸   | ۴  |
| ۱۹۹۴         | مقام دوم       | ۲   | ۷  | ۵  | ۱ | ۱  | ۱۶  | ۸  |
| ۱۹۹۸         | مکان سوم       | ۳   | ۸  | ۶  | ۰ | ۲  | ۲۴  | ۷  |
| جمع*         | ۱۰/۱۶          | -   | ۴۹ | ۳۱ | ۴ | ۱۴ | ۱۰۷ | ۵۰ |

* شامل ۱۹۹۸ به بعد (تا سال ۲۰۱۰)
از ۲۰۰۲  تا ۲۰۱۴, را نگاه کنید به  تیم ملی فوتبال زیر ۲۳ سال چین

### جام شرق آسیا
| سال  | نتیجه       | Pos | P  | W | D | L | F  | A  |
| ---- | ----------- | --- | -- | - | - | - | -- | -- |
| ۲۰۰۳ | مکان سوم    | ۳   | ۳  | ۱ | ۰ | ۲ | ۳  | ۴  |
| ۲۰۰۵ | قهرمان      | ۱   | ۳  | ۱ | ۲ | ۰ | ۵  | ۳  |
| ۲۰۰۸ | مکان سوم    | ۳   | ۳  | ۱ | ۰ | ۲ | ۵  | ۵  |
| ۲۰۱۰ | قهرمان      | ۱   | ۳  | ۲ | ۱ | ۰ | ۵  | ۰  |
| ۲۰۱۳ | نایب قهرمان | ۲   | ۳  | ۱ | ۲ | ۰ | ۷  | ۶  |
| 2015 | نایب قهرمان | ۲   | ۳  | ۱ | ۱ | ۱ | ۳  | ۳  |
| جمع  |             | -   | ۱۸ | ۷ | ۶ | ۵ | ۲۸ | ۲۱ |

### مسابقات قهرمانی شرق دور
| سال  | نتیجه       | Pos     | P  | W  | D | L | F  | A  |
| ---- | ----------- | ------- | -- | -- | - | - | -- | -- |
| ۱۹۱۳ | نایب قهرمان | ۲ام     | ۲  | ۱  | ۰ | ۱ | ۲  | ۲  |
| ۱۹۱۵ | قهرمان      | ۱ام     | ۳  | ۱  | ۲ | ۰ | ۲  | ۱  |
| ۱۹۱۷ | قهرمان      | ۱ام     | ۲  | ۲  | ۰ | ۰ | ۸  | ۰  |
| ۱۹۱۹ | قهرمان      | ۱ام     | ۳  | ۲  | ۰ | ۱ | ۵  | ۳  |
| ۱۹۲۱ | قهرمان      | 1st     | ۲  | ۲  | ۰ | ۰ | ۵  | ۱  |
| ۱۹۲۳ | قهرمان      | ۱ام     | ۲  | ۲  | ۰ | ۰ | ۸  | ۱  |
| ۱۹۱۹ | قهرمان      | ۱ام     | ۲  | ۲  | ۰ | ۰ | ۷  | ۱  |
| ۱۹۲۷ | قهرمان      | 1st     | ۲  | ۲  | ۰ | ۰ | ۸  | ۲  |
| ۱۹۳۰ | قهرمان      | ۱ام     | ۲  | ۱  | ۱ | ۰ | ۸  | ۳  |
| 1934 | قهرمان      | ۱ام     | ۳  | ۳  | ۰ | ۰ | ۷  | ۳  |
| جمع  | ۱۰/۱۰       | ۹ عنوان | ۲۳ | ۱۸ | ۳ | ۲ | ۶۰ | ۱۷ |